# Don Percebe y Basilio, cobradores a domicilio
Don Percebe y Basilio, cobradores a domicilio fue una serie de historietas cómicas acerca de una pareja de cobradores creada por Rojas de la Cámara para las revistas "DDT" y "Mortadelo" de Editorial Bruguera en 1971, que contó posteriormente con la ayuda ocasional de Armando Matías Guiu en los guiones.

## Trayectoria editorial
Aparte de en "DDT" y "Mortadelo", Don Percebe y Basilio, cobradores a domicilio apareció en otros muchos tebeos de la editorial, como "Súper Mortadelo", "Bruguelandia", "Mortadelo Especial" y "Súper DDT".

## Argumento
Como su nombre indica Don Percebe y Basilio son los dos integrantes de una muy modesta empresa de cobros. Don Percebe es el jefe; calvo, malhumorado y con un sempiterno puro en la boca y Basilio es el subalterno, un hombre narigudo, bajito y apocado. Como es de suponer, todos los intentos de la pareja por cobrar las deudas de sus morosos terminan en desastre.

## Valoración
Para el investigador Antoni Guiral, Don Percebe y Basilio, cobradores a domicilio es una serie muy profesional, de un gran dinamismo.